# Cultura di Golasecca
La cultura di Golasecca (IX-IV secolo a.C.) è una cultura della prima età del ferro che  si sviluppò nell'Italia settentrionale, soprattutto nelle attuali Lombardia occidentale, Piemonte orientale, Canton Ticino, e nella Val Mesolcina nel Grigioni italiano; essa prende il nome dalla località di Golasecca (VA), in Lombardia, presso il Ticino. È considerata di matrice celtica o proto-celtica, in quanto presenta evidenti affinità con le culture celtiche dell’Europa centrale, come la cultura di Hallstatt, e testimonia un radicamento celtico nell'Italia settentrionale ben precedente le invasioni galliche del IV secolo a.C.
Fonti archeologiche importanti, tra cui iscrizioni in lingua celtica su pietra datate al VII secolo a.C., testimoniano l’uso di un alfabeto derivato da quello nord etrusco e un contesto culturale che unisce elementi mediterranei (culturali, commerciali e artistici) a usi e tradizioni celtiche. Gli abitanti della cultura di Golasecca fungevano da importanti intermediari commerciali tra il mondo mediterraneo, inclusi Etruschi e Greci, e le popolazioni celtiche transalpine.
Nel territorio di Castelletto sopra Ticino è stato ritrovato un masso iscritto, databile entro il VII secolo a.C., con quella che viene considerata la più antica iscrizione in lingua celtica (nello specifico, in lingua leponzia) su pietra finora nota: lettura probabile Chothios, interpretabile come il figlio dell'anziano. Il cippo è attualmente conservato presso la sede della Biblioteca civica castellettese.
I primi ritrovamenti, circa cinquanta tombe con ceramiche e oggetti metallici, furono effettuati, agli inizi del XIX secolo, dall'abate Giovanni Battista Giani nell'area del Monsorino. Le testimonianze materiali si trovano sparse in un ampio territorio di 20 000 km² a sud delle Alpi, compreso tra i fiumi Po, Serio e Sesia, delimitato a nord dai valichi alpini. La maggiore densità demografica si è sempre avuta nella fascia collinare subalpina, con una continuità di circa un millennio, ed è questa l'area che ha visto lo sviluppo dei due epicentri della cultura stessa, le zone di Sesto Calende-Golasecca-Castelletto Ticino e quella nei dintorni di Como.

## Storia degli scavi
Il nome di "cultura di Golasecca" trae la sua origine dai primi ritrovamenti tratti dagli scavi effettuati a partire dal 1822, in alcuni siti del territorio di Golasecca, dall'antiquario abate Giovanni Battista Giani (1788-1857), che erroneamente identificò le tombe da lui rinvenute, che erano non romane, come resti della battaglia del Ticino, combattuta nel 218 a.C. tra Annibale e Publio Cornelio Scipione.
Nel 1865 Louis Laurent Gabriel de Mortillet, uno dei padri fondatori dell'archeologia europea, giustamente assegnò le stesse tombe ad una cultura pre-romana, della prima età del ferro, con un probabile substrato celtico come illustrato dalle similarità riscontrate con i ritrovamenti della cultura di Hallstatt. Mortillet compì diversi viaggi in Italia riportando in Francia parte della Collezione dell'abate Giani, che andò ad arricchire il Musée des Antiquités nationales di cui egli era Vice-curatore.
L'ambito degli scavi golasecchiani si allargò a vari altri siti per tutto il tardo XIX secolo. Alexandre Bertrand, anch'egli curatore del Musée des Antiquités nationales, si recò sul posto nel 1873 per condurre personalmente una campagna di scavi. Con la collaborazione di numerosi archeologi francesi, italiani e tedeschi si pervenne, al Congresso Archeologico di Stoccolma del 1874, a stabilire la periodizzazione della cultura di Golasecca, divisa in tre periodi dal 900 al 380 a.C. e conclusa con l'invasione gallica della Pianura Padana nel 388 a.C.
La moderna ricognizione del Golasecca è dovuta alle campagne di scavi intraprese nel periodo 1965-1969 nell'area del Monsorino sotto la direzione di Angelo Mira Bonomi.
Studi cronologici più recenti sull'argomento sono stati prodotti da Raffaele C. De Marinis.
Nell'area di Castelletto sopra Ticino, tra il 2001 e il 2003, una campagna di scavi condotta sotto la direzione di Filippo Maria Gambari ha riportato alla luce in località Croce Pietra (Via del Maneggio, Via Aronco, Via Repubblica) la più antica necropoli gentilizia del Piemonte, sviluppatasi tra la fine del IX ed il VII secolo a.C., trasformata intorno al 670 a.C. in area di culto dinastico del primo centro protourbano del Piemonte. Delle 44 tombe individuate negli scavi, 33 erano ancora pressoché intatte. Dopo una lunga attività di catalogazione e restauro, i reperti (urne e corredi funerari) sono stati esposti fra il 2009 e il 2010 presso la sala polivalente Albino Calletti di Castelletto sopra Ticino.

## Periodizzazione
Le successive fasi della cultura di Golasecca sono così periodizzate:
1. Cultura di Canegrate: XIII secolo a.C.
2. Cultura del Protogolasecca: XII-X secolo a.C.
  1. Tipo Ascona I o A (XII secolo)
  2. Tipo Ascona II o B (XI secolo)
  3. Tipo Ca' Morta (Como) - Malpensa (X secolo).
3. Golasecca I A: IX-VIII secolo a.C.
4. Golasecca I B: fine VIII - inizi VII secolo a.C.
5. Golasecca I C: VII secolo a.C.
6. Golasecca II A: 600-550 a.C.
7. Golasecca II B: 550-500 a.C.
8. Golasecca III A: 500-350 a.C.
  1. G. III A 1: 500-450 a.C.
  2. G. III A 2: 450-400 a.C.
  3. G. III A 3: 400-350 a.C.

Alla cultura di Golasecca succede poi gradualmente un po' in tutto il Nord Italia, con un aumento progressivo, la cultura di La Tène, portata dai Galli transalpini, pur con il permanere di forti tradizioni golasecchiane, ben attestata dai ritrovamenti di Ornavasso.
La Ca' Morta è la necropoli che ha dato non solo la più completa documentazione dell'età del ferro italiana fino alla conquista romana, ma è anche quella che si prolunga più a lungo nel tempo.

## Storia
Dal punto di vista archeologico, sono attribuiti alla cultura di Golasecca i ritrovamenti databili dal IX al IV secolo a.C. Tuttavia, le origini di questa cultura si riallacciano direttamente alle precedenti fasi dell'età del bronzo recente (cultura di Canegrate, XIII secolo a.C.) e finale (cultura del Protogolasecca, dal XII al X secolo a.C.). Parimenti, gli studi effettuati negli ultimi anni (in particolar modo, gli studi cronologici condotti da Raffaele De Marinis) hanno dimostrato una notevole continuità culturale anche dopo la grande invasione dei Galli transalpini del 388 a.C.
Il Neolitico rappresenta un periodo di optimum climatico, infatti dal 1600 a.C. circa il clima si raffredda, divenendo più umido, fino a raggiungere i massimi negativi tra il 1400-1300 a.C. (età del bronzo) e il 900-300 a.C. (età del ferro). Tra il 900 e il 300 a.C. i ghiacciai ritornano anche a quote relativamente basse, dove l'uomo si era già da tempo insediato, la piovosità aumenta in tutta Europa e questo comporta, tra l'altro, la migrazione delle popolazioni celtiche verso zone più calde.
La possibilità di un facile accesso ai valichi alpini del San Gottardo, San Bernardino e Spluga, attraverso il corso dei fiumi e laghi insubrici allora più ricchi d'acqua, fa di questa regione il ponte di collegamento naturale tra il resto d'Italia e il Mediterraneo da una parte con l'Europa centro-occidentale dall'altra. A sua volta, il vicino territorio elvetico agisce come punto di raccordo delle vie fluviali di Reno, Rodano e Danubio.

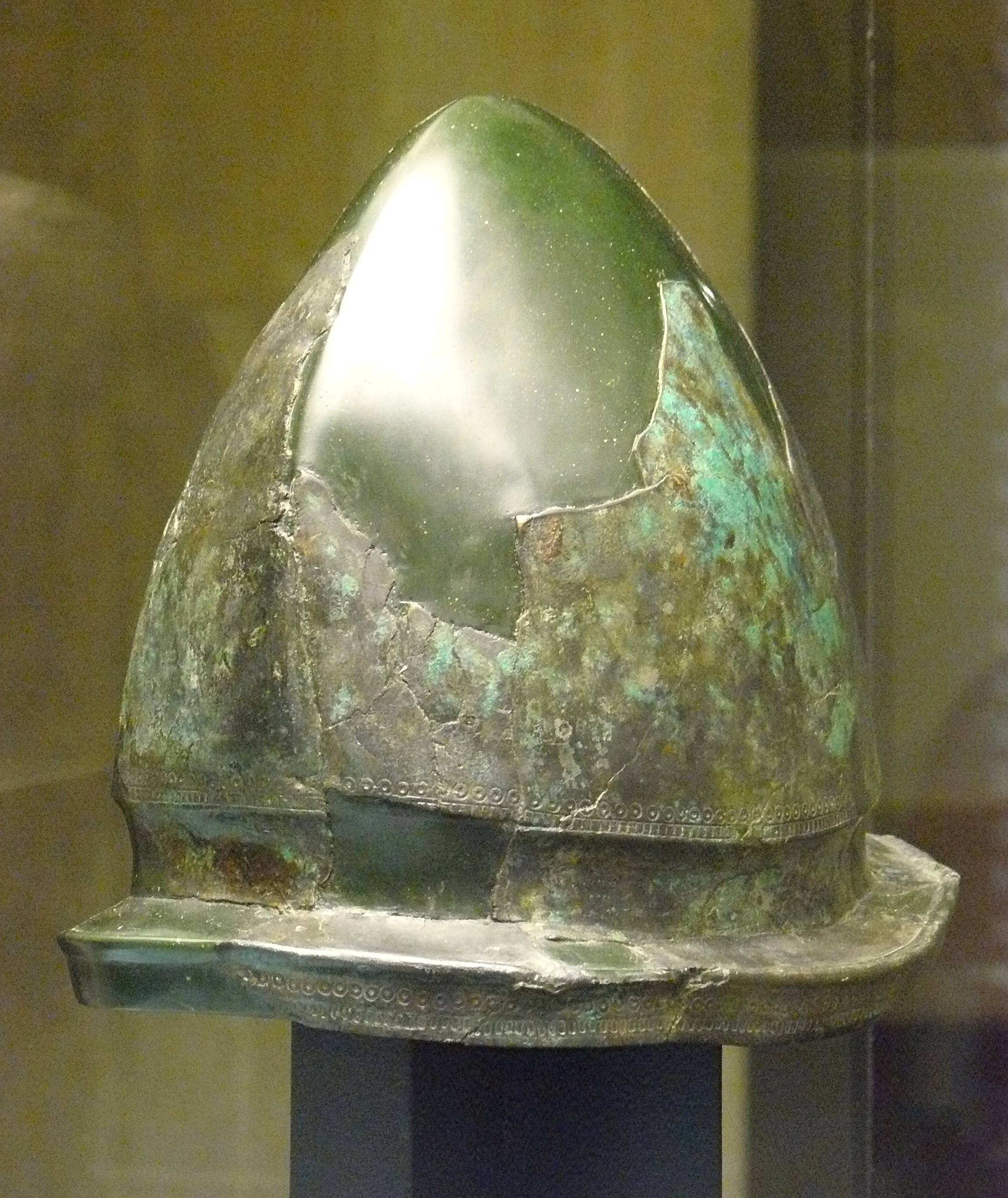
Elmo del tipo di Negau, Golasecca III (480/450 a.C.)

Nell'insediamento di Golasecca la cultura fiorì particolarmente per le favorevoli circostanze geografiche. Qui infatti il Ticino esce dal Lago Maggiore e questa posizione agevolò lo sviluppo del commercio di sale, in cui gli abitanti di Golasecca facevano da tramite tra Etruschi e la cultura di Hallstatt (Austria). Nel VII secolo a.C. il comprensorio Sesto Calende-Golasecca-Castelletto Ticino non conta meno di tremila abitanti.
Nel VI secolo a.C. i Golasecchiani, grazie al controllo delle vie d'acqua e dei valichi alpini, diventano gli intermediari dei commerci greci ed etruschi con i Celti dell'Europa centrale. Le mediazioni commerciali si allargarono poi fino ad includere il mondo greco (olio e vino, oggetti di bronzo, ceramica attica, incenso e corallo) e il mondo transalpino (stagno della Cornovaglia e della Galizia atlantica, ambra proveniente dal Baltico).
Sempre nel corso del VI secolo a.C., si evolvono fenomeni di sviluppo protourbano, comunque già presenti fin dall'VIII secolo a.C., in particolare nel circondario di Como, che conferiscono a questo centro un ruolo commerciale particolare e un primato culturale sul territorio circostante. Il fenomeno della gerarchizzazione del territorio si accompagna a modifiche strutturali della comunità, attraverso un processo di stratificazione sociale, con la formazione di stabili élite, fenomeno già visibile fin dall'VIII secolo a.C. e che si accentua progressivamente.
A quest'epoca (metà del VI e fine VI-inizio V secolo a.C.) risalgono anche le prime testimonianze scritte, con iscrizioni su ceramica e su pietra, redatte nel cosiddetto alfabeto leponzio, derivato dai caratteri alfabetici nord-etruschi. A questo periodo appartiene probabilmente un primo centro protourbano di Milano, punto di arrivo di un itinerario che, partendo dall'emporio etrusco di Genova, percorreva la valle del torrente Scrivia.
Oltre all'uso della scrittura, la cultura di Golasecca presenta altre caratteristiche delle prime società storiche evolute, per esempio, la conoscenza della ruota (rinvenuta nella tomba con carro conosciuta come Tomba del Guerriero a Sesto Calende) o l'uso specializzato di materiali diversi. Le prime abitazioni, per esempio, erano costruzioni circolari di legno poste nell'area alluvionale del fiume; poggiavano su fondamenta in pietra con un focolare centrale; la pavimentazione era costituita da ciottoli infissi nell'argilla, e ricoperti con stuoie intrecciate. Sono stati ritrovate anche ceramiche (modellate senza l'uso di un tornio) decorate in gesso, ma a partire dal VI secolo a.C. la ceramica migliora come qualità ed è prodotta al tornio lento con impasti più depurati.
Con il Golasecca III A (V secolo a.C.), contemporaneamente al declino del comprensorio di Golasecca e all'accentuarsi dell'importanza di Como, dove numerose iscrizioni del periodo sono note, giunge al culmine il processo di incremento demografico della popolazione golasecchiana testimoniato dal numero di siti occupati, circa novanta, numero di gran lunga maggiore di ogni periodo.
La formazione dell'Etruria padana e l'espansione etrusca anche a nord del Po lungo l'asse del Mincio (e quindi lungo la pedemontana Brescia–Bergamo–Como, più tardi nota come Strada gallica), poco dopo la metà del VI secolo a.C., unito all'abbandono delle rotte dei traffici verso l'Europa centrale attraverso Marsiglia e l'Etruria tirrenica determinarono un notevole incremento della ricchezza e importanti cambiamenti culturali nell'area golasecchiana. L'uso della scrittura appare ora diffuso ampiamente sulle ceramiche.
Le invasioni galliche del 391-386 a.C., molto probabilmente procedute da significative infiltrazioni nell'arco di almeno tre generazioni di cui vi è qualche traccia archeologica, provocarono la fine dell'Etruria Padana e, di conseguenza, anche dei traffici tra mondo mediterraneo, Etruria Padana, Como e Mondo transalpino. Da questo momento in poi, la cultura di Golasecca si trasforma gradualmente sotto l'influsso gallico per uniformarsi a quella di La Tène.
All'interno del territorio "golasecchiano" divenuto Gallia cisalpina, oggi ricompreso in aree appartenenti a due regioni italiane (Lombardia e Piemonte) e alla Svizzera, si osservano alcune zone che presentano una maggiore concentrazione di ritrovamenti e che corrispondono a grandi linee alle diverse facies archeologiche attestate nell'ambito della cultura di Golasecca. Esse coincidono, in maniera significativa, con i territori occupati da quei gruppi tribali i cui nomi sono riportati dagli storici e geografi latini e greci:
- Insubri: nell'area a sud del Lago Maggiore, nel Varesotto e parte del Novarese con Golasecca, Sesto Calende, Castelletto sopra Ticino; dal V secolo a.C., quest'area rimane improvvisamente spopolata, mentre sorge il primo insediamento di Mediolanum (Milano).
- Leponti: nel Canton Ticino, con Bellinzona e il Sopra Ceneri; nell'Ossola.
- Orobi: nell'area di Como e Bergamo.
- Levi e Marici: nel Pavese e nella Lomellina (Pavia/Ticinum).

## Arte funeraria

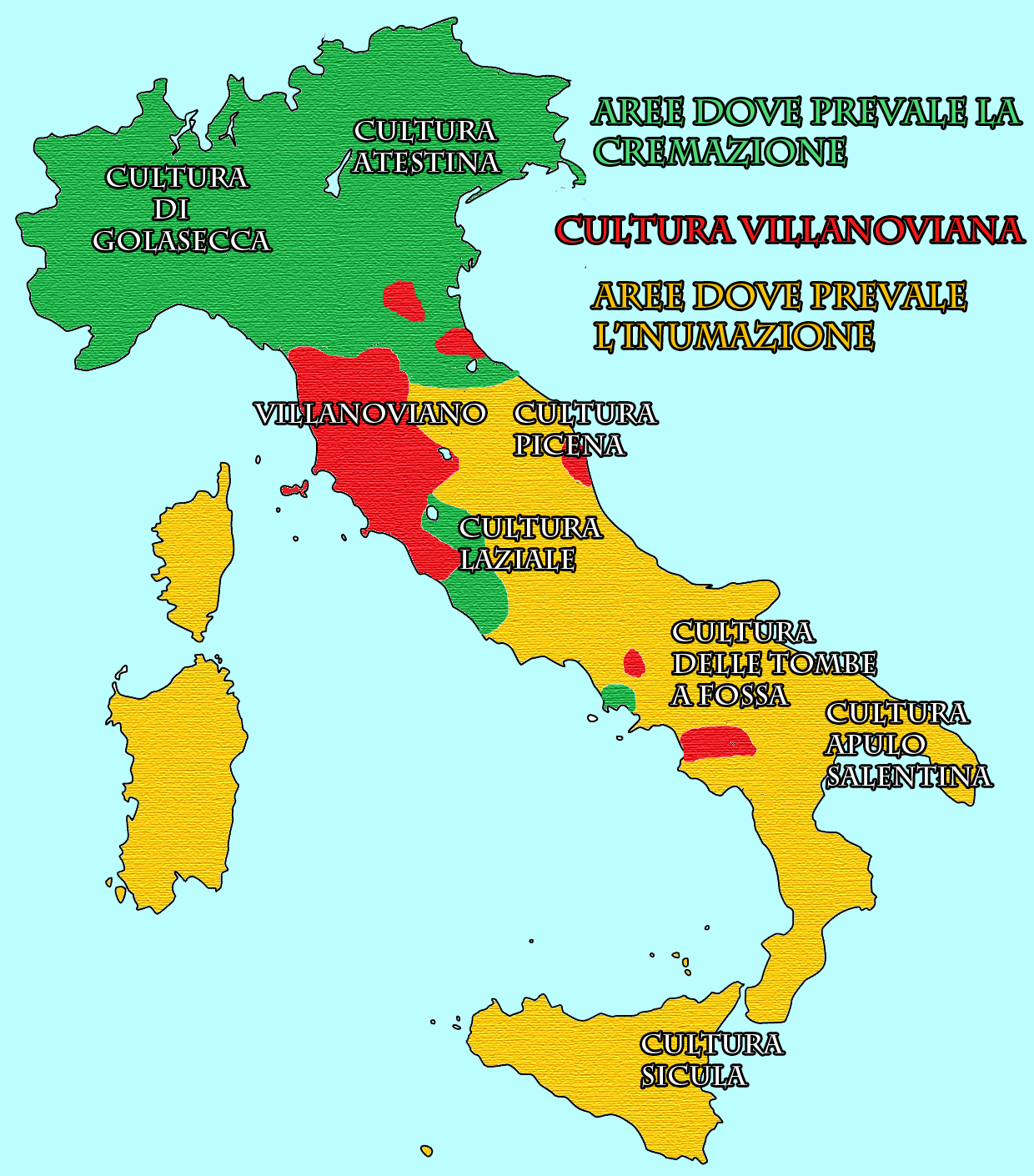
Le culture protostoriche dell'età del ferro.
Verde: aree dove si praticava l'incinerazione/cremazione.
Rosso: area villanoviana dove si praticava l'incinerazione/cremazione.
Giallo: area dove si praticava l'inumazione.

La cultura di Golasecca è nota principalmente per le usanze funebri, benché negli ultimi anni siano aumentati gli scavi nelle aree di abitato.
Le aree funerarie erano distinte da quelle insediative e spesso erano collocate lungo le vie di comunicazione, talora in prossimità di torbiere e aree paludose non destinate ad usi agricoli.
Le sepolture più importanti erano probabilmente collocate in posizioni più elevate e potevano essere circondate da circoli o allineamenti di pietra, definiti, in maniera impropria, cromlech, per le somiglianze con le omonime strutture megalitiche. Talora più sepolture si succedevano all'interno della stessa struttura, probabilmente in ragione di vincoli familiari.
Il rito funerario prevalente, se non esclusivo, era la cremazione indiretta, con la salma combusta su una pira funeraria diversa dal luogo di sepoltura. I casi di inumazione sono rari e per lo più concentrati in alcune aree, probabilmente soggette ad influssi esterni, come il Canton Ticino, e negli orizzonti cronologici più recenti. Le ossa, i resti degli ornamenti personali e le ceneri erano raccolte in urne che potevano essere deposte in semplici pozzetti in nuda terra o, più frequentemente, protetti da ciottoli o lastrine di pietre, ovvero collocate assieme al corredo in vere e proprie ciste costruite con lastre di pietra. Presso il parco comunale Giovanni Sibilia di Castelletto sopra Ticino sono state fedelmente ricostruite alcune tombe venute alla luce in area castellettese. In particolare, si possono visitare due recinti circolari e uno rettangolare, in ciottoli di fiume, provenienti dalla necropoli golasecchiana di Via del Maneggio, databili tra il IX e l'VIII secolo a.C., una tomba a cassone litico, risalente al VII secolo a.C., venuta alla luce in località Motto Falco, e una sepoltura in grandi lastre di pietra proveniente dalla necropoli di via Fosse Ardeatine, databile tra la fine del VII e la seconda metà del VI secolo a.C.
Usualmente le urne erano coperte da una ciotola con funzione di coperchio.
Il corredo funebre, che variava in base allo status sociale, poteva comprendere, oltre all'urna, una vasta gamma di oggetti in bronzo (fibule, spilloni, bracciali, anelli, orecchini, pendenti, collane), ferro (armi e utensili), ceramica locale e di importazione, ambra, ecc.
Il periodo Golasecca I si caratterizza archeologicamente per le sue urne biconiche a decorazioni triangolari incise (a denti di lupo), vasetti tondeggianti, fibule di bronzo. Golasecca II si caratterizza per urne ovoidali, a forma di situle, vasetti carenati e elementi arieggianti a modelli delle culture di Este e Bologna, nonché per la presenza di oggetti di tipo etrusco o greco e armi e fibule, non più solo in bronzo ma ora anche in ferro. Golasecca III presenta urne a olla ovoidali decorate a stralucido, vasi a tulipano, piccole olle con ansa a occhiello, bicchieri a doppi tronchi di cono sovrapposti.
Una tomba, a Pombia, ha restituito i resti della più antica birra con luppolo del mondo.
Nel tempo il grado di diversificazione e complessità dei corredi aumenta e indica tutta una serie di dislivelli di ricchezza che sono espressione di una sempre più articolata differenziazione socio-economica. L'onore di sepolture sontuose si estende anche alle donne, anzi l'esibizione della ricchezza e del prestigio diventa nettamente prevalente nelle tombe femminili, soprattutto nella fase Golasecca II B (fine VI - inizi V secolo).

## Demografia e geografia del territorio golasecchiano
La popolazione golasecchiana appare stanziata sul suo territorio, in base ai ritrovamenti effettuati, fin dal XIII secolo a.C. Nel XII-XI secolo sembra notarsi un calo demografico, particolarmente accentuato nell'XI, mentre il X secolo rappresenta un periodo di sviluppo ed espansione. IX e VIII secolo segnano nuovamente una battuta d'arresto e regresso demografici, seguiti, a partire dalla fine dell'VIII, da un costante, progressivo, incremento che giunge al culmine nel corso del V secolo a.C.
La maggiore densità demografica tra le popolazioni golasecchiane si è sempre avuta nella fascia collinare subalpina che appare popolato con continuità per circa un millennio. Nel corso del VII secolo a.C. appaiono segni di una ripresa del popolamento nella zona prealpina e nell'alta pianura, il fenomeno si espande ancor di più nel VI secolo e nel V cresce anche il popolamento delle aree alpine.

## Il problema etnografico
La posizione del leponzio in seno alla famiglia celtica e, più in particolare, il suo rapporto con la variante dialettale gallica detta “cisalpina” sono stati oggetto di controversie tra gli studiosi. L’opinione comune attuale condivide la tesi di Michel Lejeune, che nel 1971 classificò il leponzio come lingua celtica continentale (la più anticamente attestata) sulla base di alcune isoglosse comuni ad altre lingue celtiche. Una minoranza di studiosi invece si allinea alla posizione più recente (1998) di Joseph Eska, secondo il quale il leponzio non sarebbe una lingua indipendente, ma rappresenterebbe una forma antica di gallico, una variante dialettale del nord Italia detta “gallico cisalpino”. L’opinione prevalente fino agli anni ‘70 vedeva piuttosto il leponzio come una lingua indoeuropea affine al Ligure.
Lo studio delle iscrizioni cosiddette leponzie, redatte nell'alfabeto di Lugano utilizzato dalle popolazioni golasecchiane del VI e V secolo a.C., ha portato Michel Lejeune (1971) a stabilire in maniera definitiva l'appartenenza della lingua veicolata da questa scrittura alla famiglia delle lingue celtiche (Raffaele C. de Marinis I CELTI E LA LOMBARDIA in Celti e l'Alto Adriatico, "Antichità tardo adriatiche" 204-210, 2001).
Si viene quindi a documentare l'esistenza di una celticità pre-gallica nell'Italia nordoccidentale, precedente cioè al IV secolo a.C., l'origine della quale deve essere ricercata ben più indietro del 600 a.C., data della non documentata e non documentabile discesa del leggendario Belloveso, e cioè almeno all'epoca della cultura di Canegrate (XIII secolo a.C.), che presenta nella ceramica e nei manufatti di bronzo molti punti di contatto con i gruppi più occidentali della cultura dei campi di urne (Reno-Svizzera-Francia orientale, XIII - metà dell'VIII secolo a.C.). Oppure, ipotesi forse più probabile, può risalire agli inizi dell'età del bronzo medio (XVI-XV secolo a.C.), quando l'Italia nordoccidentale appare strettamente legata per quanto riguarda tutta la produzione dei manufatti di bronzo, compresi gli oggetti di ornamento, ai gruppi più occidentali della cultura dei tumuli (Europa centrale, 1600 a.C. circa - 1200 a.C.).